# Адлон, Гидеон
Гидеон Эдлон (англ. Gideon Adlon; род. 30 марта 1997, Лос-Анджелес, Калифорния, США) — американская актриса.

## Ранняя жизнь
Эдлон родилась 30 марта 1997 и имеет американские и немецкие корни. Она старшая дочь актрисы Памелы Эдлон и немецкого режиссёра и сценариста Феликс О. Эдлона. У Эдлон есть две младшие сестры, актриса Одесса Эдлон и Валентина «Рокки» Эдлон. Её дед по отцовской линии — немецкий режиссёр Перси Адлон, а по материнской линии — американский писатель Дон Сигалл.
Эдлон в течение года изучала фотографию в Колумбийскиом колледже Чикаго, прежде чем решила заняться актёрским мастерством.

## Карьера
Эдлон дебютировала на телеэкранах в возрасте 14 лет в телесериале «Луи», в котором также снималась её мать Памела. Взяв перерыв в карьере из-за учёбы актриса вернулась на телеэкраны только в возрасте 19 лет, исполнив эпизодическую роль в сериале «Истории Райли». Впоследствии сыграла эпизодические роли, в различных телесериалах, появившись в: «Всё к лучшему», «Когда мы восстанем», «Мыслить как преступник» и «Американское преступление».
В 2018 году появилась в полнометражном комедийном фильме «Секса не будет!!!», который получил положительные отзывы от критиков и хорошие кассовые сборы, а также стал первой заметной работой актрисы. В том же году актриса дебютировала в качестве актрисы дубляжа в компьютерной игре «The Walking Dead: The Final Season» исполнив роль Вайолет. В 2019 году исполнила роль Марты в фильме «Мустанг» а также главную роль в драматическом телесериале от Netflix «Общество».

## Фильмография
| Год       |    | Русское название                 | Оригинальное название                | Роль                                |
| --------- | -- | -------------------------------- | ------------------------------------ | ----------------------------------- |
| 2011      | с  | Луи                              | Louie                                | Эми                                 |
| 2016      | с  | Истории Райли                    | Girl Meets World                     | Фелисити                            |
| 2016      | с  | Всё к лучшему                    | Better Things                        | Джина                               |
| 2017      | с  | Когда мы восстанем               | When We Rise                         | Энни Джонс                          |
| 2017      | с  | Мыслить как преступник           | Criminal Minds                       | Кэти Хэммонд                        |
| 2017      | с  | Американское преступление        | American Crime                       | Трейси                              |
| 2018      | ф  | Секса не будет!!!                | Blockers                             | Сэм Локвуд                          |
| 2018      | ки |                                  | The Walking Dead: The Final Season   | Вайолет                             |
| 2019      | с  | Общество                         | The Society                          | Бекка Гелб                          |
| 2019      | ф  | Мустанг                          | The Mustang                          | Марта Колман                        |
| 2019      | ф  | Рискуя собственной шкурой        | Skin in the Game                     | Хэйли                               |
| 2020      | ф  | Колдовство: Новый ритуал         | The Craft: Legacy                    | Фрэнки                              |
| 2020—2023 | мс | Обратная сторона Земли           | Solar Opposites                      | Грабитель/Лидия                     |
| 2021      | ф  | Охота на ведьм                   | Witch Hunt                           | Клэр Гуд                            |
| 2021—2022 | мс | Тихоокеанский рубеж: Тёмная зона | Pacific Rim: The Black               | Хейли/сестра Кайдзю                 |
| 2022      | ф  | Больной                          | Sick                                 | Паркер Мейсон                       |
| 2022      | с  | Кое-что о Пэм                    | The Thing About Pam                  | Мария Дэй                           |
| 2022      | мс | Боевой котенок                   | Battle Kitty                         | Заза Рояль                          |
| 2022      | мс | Скользкий Джимми                 | Slippin' Jimmy                       | Дон Мари                            |
| 2023      | мф | Легион супергероев               | Legion of Super-Heroes               | Фантомная девушка                   |
| 2023      | мс | Лунная девочка и ДиноДьявол      | Moon Girl and Devil Dinosaur         | Лара/Лаура/Лорел                    |
| 2023      | мф | Бэтмен: Карающий рок над Готэмом | Batman: The Doom That Came to Gotham | Оракул/Барбара Гордон/Ядовитый Плющ |
| 2023      | ки | MARVEL Человек-паук 2            | Spider-Man 2                         | различные голоса (NPC)              |
| 2023      | мс | Звёздный путь: Нижние палубы     | Star Trek: Lower Decks               | Энсин Хауболд                       |
| 2023      | мс | Остров фигур                     | Shape Island                         | Кружок                              |
| 2023      | мф | Под настилом                     | Under the Boardwalk                  | Дениз                               |
| 2024      | ф  | Девушка Миллера                  | Miller's Girl                        | Винни                               |
|           | ф  | Кто я?                           | Who Am I                             | юмор                                |
|           | ф  | Помощник                         | Auxiliary Man                        | Наташа                              |